# Mem (bokstav)
Mem (מ,ם) är den trettonde bokstaven i det hebreiska alfabetet.
מ är dess standardform, men bokstaven nedtecknas i slutet av ord som ם.
מ,ם har siffervärdet 40.